# Arbante
Arbante è un personaggio dell'Orlando furioso di Ludovico Ariosto.

## Il personaggio
Arbante, principe di Frisia, vorrebbe far sua Olimpia, la contessa di Olanda, ma venendo da lei respinto fa invadere le terre della nobildonna con un suo esercito. Avuta in suo potere Olimpia la sposa quindi con la forza, dopo aver condannato a morte quasi tutti i familiari di lei. Ma la contessa si vendica, per mezzo di un fedele servo che ucciderà Arbante la notte stessa delle nozze, a colpi di accetta sulla nuca; Olimpia per parte sua recide con una sega la gola al cadavere del giovane.

## Nella cultura di massa
- Nello sceneggiato televisivo Orlando furioso del 1975 diretto da Luca Ronconi, Arbante è interpretato da Luigi Sportelli.